# Mesasippus arenosus
Mesasippus arenosus är en insektsart som först beskrevs av Bei-bienko 1930.  Mesasippus arenosus ingår i släktet Mesasippus och familjen gräshoppor.

## Underarter
Arten delas in i följande underarter:
- M. a. arenosus
- M. a. zaisanicus